# هيرو ماشيما
هيرو ماشيما (بالياباني: ヒロ 真島 ) هو مانجاكا شهير في اليابان اشتهر بعد كتابته للمانجا الشهيرة فايري تيل

## نشأته
ولد هيرو في مدينة نجانو في اليابان في الثالث من مايو 1977

## معلومات عنه
هو مؤلف مانجا Fairy Megane و فيري تيل و Rave و Groove Adventure Rave و Mashima-en و Monster Hunter Orage و Monster Soul و Nishikaze to Taiyou

## روابط خارجية
- هيرو ماشيما على موقع IMDb (الإنجليزية)
- هيرو ماشيما على موقع ميتاكريتيك (الإنجليزية)
- هيرو ماشيما على موقع روتن توميتوز (الإنجليزية)
- هيرو ماشيما على موقع ألو سيني (الفرنسية)
- هيرو ماشيما على موقع ميوزك برينز (الإنجليزية)
- هيرو ماشيما على موقع قاعدة بيانات الفيلم (الإنجليزية)
- هيرو ماشيما على موقع كينوبويسك (الروسية)
- هيرو ماشيما على موقع ANN person (الإنجليزية)